# Яковенко Вадим Георгійович

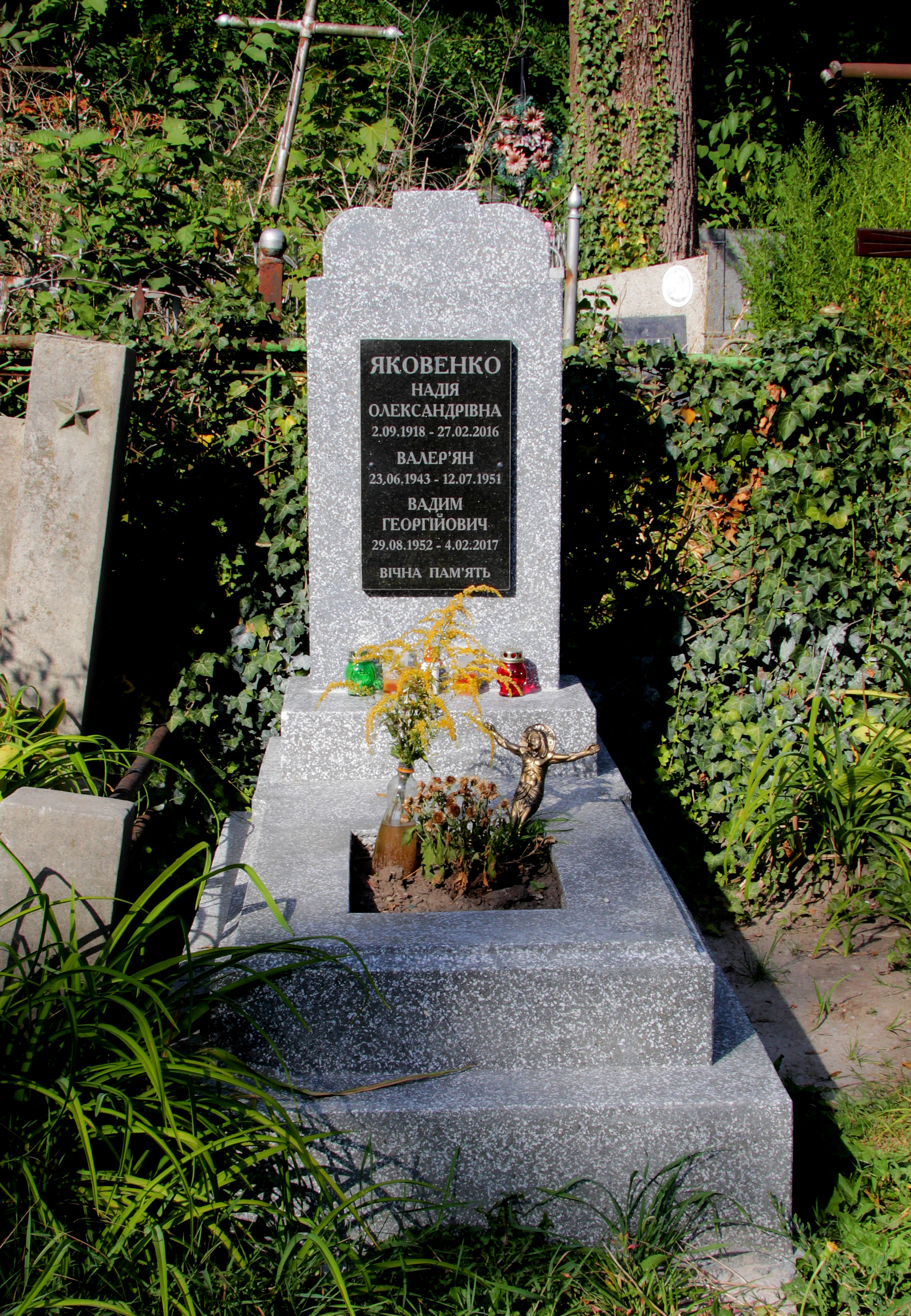
Могила Вадима Яковенка на 41 полі Янівського цвинтаря

Вадим Георгійович Яковенко (29 серпня 1952, Львів, Українська РСР — 5 лютого 2017, Львів, Україна) — український актор театру і кіно, прозаїк, художник.

## З життєпису
У 1969 році закінчив львівську школу № 66. У 1976 році закінчив навчання у театральної студії при Львівському державному академічному українському театрі ім. М. Заньковецької. У 1988 р. закінчив Київський державний інститут театрального мистецтва ім. І. К. Карпенка-Карого.
З 1976 року — актор драми Львівського національного академічного українського драматичного театру ім. М. Заньковецької, де зіграв понад 100 ролей.
Похований у Львові, на 41 полі Янівського цвинтаря.

### Родина
- Дружина: Галина Давидова, актриса
  - Дочка: Віра Яковенко, режисер і сценарист.

## Фільмографія
- «Нікушор з племені ВВ» (1975, епізод)
- «Місто з ранку до опівночі» (1976, юнак)
- «Квіти для Олі» (1976, хлопець, який гнався за дівчиною)
- «Юності перший ранок» (1979, Саня)
- «Прощання» (1981, Андрій)
- «Житейське море» (1983, Кактус, пом. режисера)
- «За ніччю день іде» (1984, Іван Могильний)
- «Далі польоту стріли» (1990, Юрко/Єрмолай)
- «Кайдашева сім'я» (1993, епізод)
- «...час збирати каміння» (1993, редактор)
- «Острів любові» (1995, фільм 5 «Киценька»; епізод)
- «Атентат — Осіннє вбивство в Мюнхені» (1995, епізод)
- «Ісус, син живого Бога» (1995)
- «Роксолана. Настуня» (1997, епізод)
- «Ван Гог не винен» (2007, Ван Гог, художник)